# Tina Bok'uchava
Tinatin "Tina" Bok'uchava (in georgiano თინათინ „თინა“ ბოკუჩავა ?; Tbilisi, 29 maggio 1983) è una politica georgiana.
Parlamentare dal 2012 e presidente del Movimento Nazionale Unito dal giugno 2024, in precedenza ha svolto incarico da funzionaria sotto l'amministrazione di Mikheil Saak'ashvili, diventando vice capo della Camera di controllo. Dopo la vittoria di Sogno Georgiano alle elezioni parlamentari del 2012, è diventata una delle più accese oppositrici del governo. Dall'8 maggio 2023, è presidente della fazione Unità - Movimento Nazionale in Parlamento.

## Posizioni politiche
Tina Bok'uchava si è distinta come una delle principali voci critiche nei confronti del governo di Sogno Georgiano, in carica dal 2012. Nel corso di diverse crisi politiche, ha più volte sollecitato le dimissioni dell’esecutivo e richiesto l’indizione di elezioni parlamentari anticipate. Nel 2017 si è opposta a una riforma elettorale che garantiva al partito di governo una maggiore influenza sulla Commissione elettorale centrale. Si è anche opposta a un disegno di legge di Sogno Georgiano che ampliava la sorveglianza interna; lei stessa era tenuta sotto osservazione da parte del Servizio di sicurezza dello Stato, secondo una massiccia fuga di notizie di intercettazioni telefoniche nel 2021. È una delle poche leader dell'opposizione ad aver sostenuto le quote di genere nelle liste elettorali del partito su base temporanea.
Forte sostenitrice dell'integrazione della Georgia nell'Unione Europea e nella NATO, è uno dei membri più filo-occidentali del Parlamento. Ha sostenuto una proposta del 2017 del presidente Giorgi Margvelashvili e ha presentato al vicepresidente degli Stati Uniti Mike Pence la nomina di un rappresentante speciale per il conflitto in Georgia da parte della Casa Bianca. Ha anche sostenuto una solidarietà più aperta nei confronti dell'Ucraina in seguito all'invasione russa, partecipando a una visita multipartitica dell'opposizione a Kiev nel febbraio 2022, invitando il governo georgiano a convocare una sessione speciale del suo Consiglio di sicurezza nazionale, firmando una petizione che chiede la nomina di una sessione parlamentare straordinaria e accusando le autorità di aiutare la Russia a deviare le sanzioni. Ha definito "incostituzionale" la decisione del governo di bloccare le visite della presidente Salomé Zourabichvili nelle capitali europee dall'inizio della guerra. Ha inoltre proposto di estendere la legge georgiana sui territori occupati per applicarla anche alle regioni ucraine di Donetsk e Luhansk, imponendo di fatto nuove sanzioni alla Russia.
Tina Bokuchava è stata una sostenitrice dell'ex presidente Mikheil Saak'ashvili, affermando che il procedimento giudiziario avviato contro di lui nel 2014 aveva "sfumature politiche". Ha chiesto le dimissioni dell'allora ministro degli interni Giorgi Mghebrishvili dopo che quest'ultimo ha ammesso in una conversazione telefonica trapelata che non avrebbe accettato l'estradizione di Saak'ashvili in Georgia, confermando così le accuse secondo cui l'operazione era in gran parte destinata a impedire il suo ritorno in patria. Ha definito il caso contro di lui, basato su accuse di abuso di potere, "l'adempimento degli ordini di Putin". Lo ha visitato in prigione dal suo ritorno in Georgia nel 2021, ha ripetutamente chiesto il suo rilascio e ha preso parte alle trattative per trasferirlo in una clinica privata, impegnandosi a non tenere raduni in caso di trasferimento.